# Richville (Nowy Jork)
Richville – wieś w Stanach Zjednoczonych, w stanie Nowy Jork, w hrabstwie St. Lawrence.